# Mogaogrotten
De Mogaogrotten zijn boeddhistische tempelgrotten op ongeveer 25 km afstand van het stadscentrum van Dunhuang, Jiuquan, in de Chinese provincie Gansu.
Tussen ongeveer de 4e tot en met de 12e eeuw hebben boeddhistische monniken hier ongeveer 1000 grotten geslagen in de zandsteenrotsen en versierd met boeddhistische kunst, zoals boeddhabeelden, sculpturen en muurschilderingen. Begin 21e eeuw zijn nog 492 grotten bewaard gebleven en voor een deel toegankelijk voor toerisme. De grotten staan sinds 1961 op de lijst erfgoederen van China en sinds 1987 op de Werelderfgoedlijst van UNESCO.
In 1900 ontdekte de Chinese monnik Wang Yuanlu hier een afgesloten grot met rond 50.000 manuscripten, de zogenaamde manuscripten van Dunhuang. De grot had vooral als een opslagplaats gefunctioneerd voor voornamelijk boeddhistische documenten, zoals soetras. Inwoners van Dunhuang en omgeving, reizigers, pelgrims en anderen moeten in de loop van de eeuwen duizenden, wellicht tienduizenden documenten hebben geschonken aan de boeddhistische instituten aldaar.
Na enige tijd was er geen andere oplossing dan die te bewaren in een opslagplaats, de grot 17. Aurel Stein introduceerde daarvoor de sindsdien gangbare term sacred waste. Dit soort opslagplaatsen komen in meer culturen voor, zoals de joodse genizah. De vondsten in de grot bij Dunhuang zijn dan ook vaak vergeleken met die van de genizah van Caïro.
Het afsluiten van de grot had waarschijnlijk vooral prozaïsche en triviale redenen. De grot had zijn functie vervuld. Uit de plattegronden die Aurel Stein van de grot maakte, wordt duidelijk dat die vrijwel geheel gevuld was met documenten en een aantal kunstvoorwerpen. In het begin van de 11e eeuw werd de onmiddellijk daarnaast gelegen grot 16 gerestaureerd en van nieuwe muurschilderingen voorzien. Ook esthetische redenen kunnen dus een reden voor sluiting van grot 17 zijn geweest. De grot moet kort na 1002 afgesloten zijn.

## Galerij

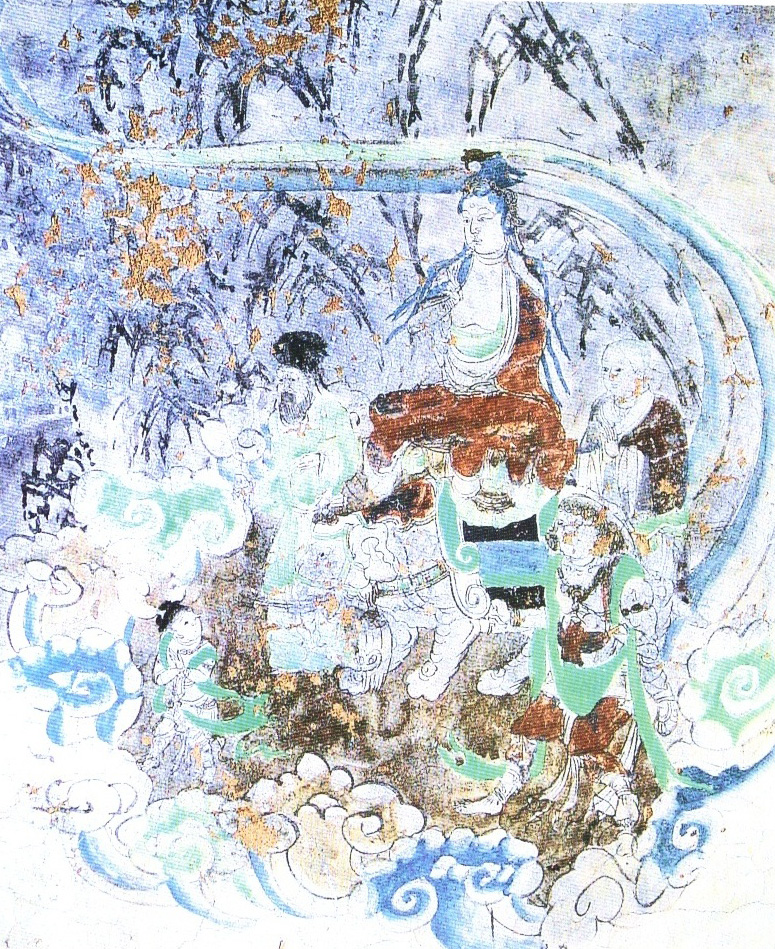
Xuanzang voert ceremonies uit voor Boeddha
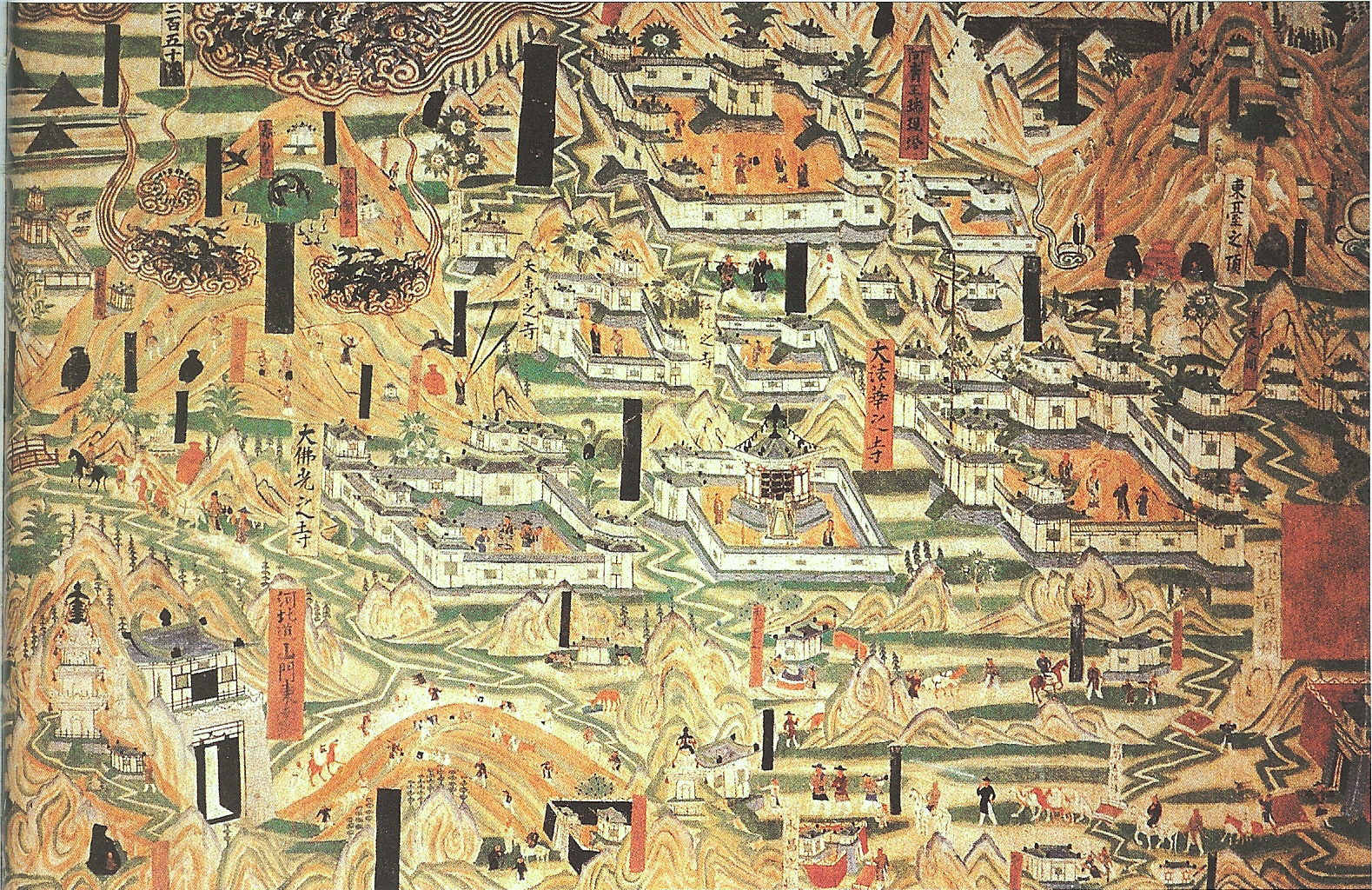
10e-eeuwse muurschildering van de kloosters van de Wutai Shan
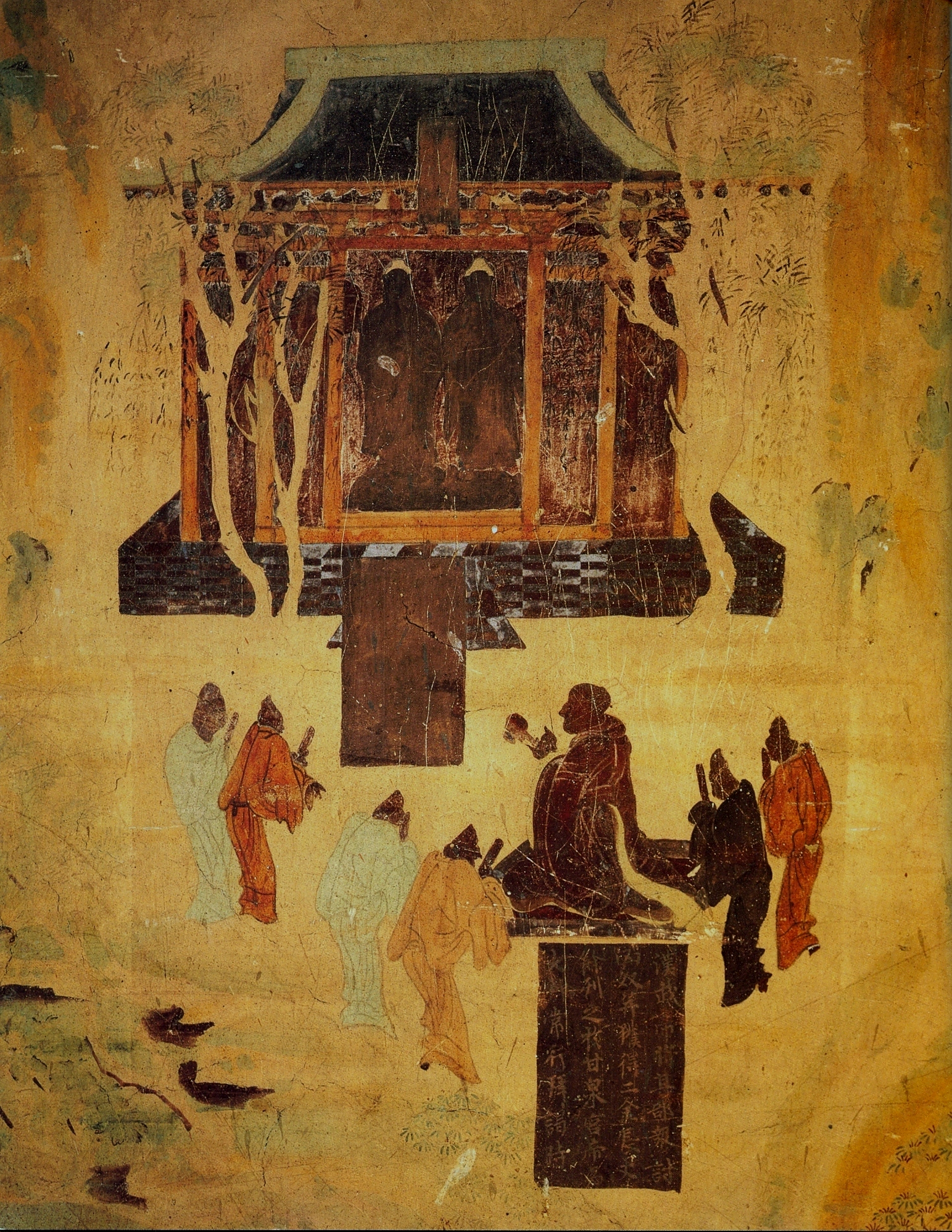
Keizer Han Wudi (156-87 v.Chr) vereert Boeddha, ca. 700
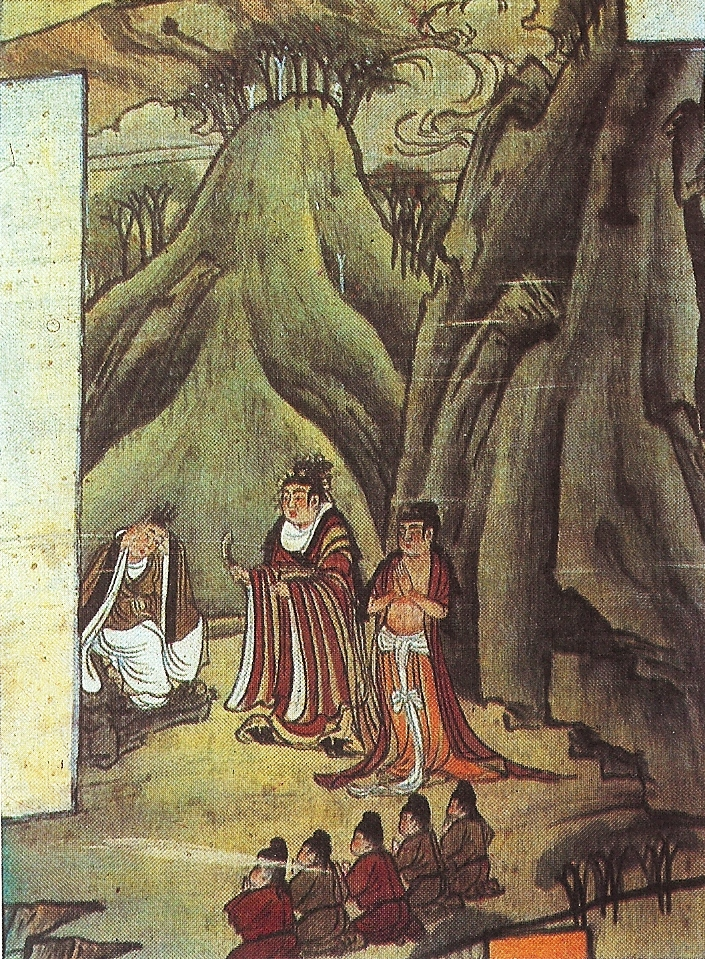
De jonge Gautama Boeddha knipt zijn haar